# Hypnotize
Hypnotize je páté studiové album americké alternative metalové kapely System of a Down. Bylo vydáno 22. listopadu 2005. Je to pokračování alba Mezmerize, které vyšlo o 6 měsíců dříve. Album Mezmerize začíná minutovou písní Soldier Side-Intro a album Hypnotize končí téměř čtyřminutovou písní Soldier Side.
Album Hypnotize otevírá píseň Attack. Album původně mělo být zahájeno instrumentální písní Hezze, nakonec se ale kapela rozhodla, že nové album bude otevírat tvrdá a rychlá skladba, tedy Attack.
Z alba zatím vzešly dva singly. Prvním singlem se ještě před vydáním alba stala titulní píseň Hypnotize. Druhý singl vyšel v lednu 2006, stala se jím píseň Lonely Day.
Hypnotize ihned po svém objevení na trhu napodobilo Mezmerize a hned první týden se vyhouplo na první místo žebříčku. Povedlo se jim tedy jako první kapele od dob Beatles a Led Zeppelin dostat svá dvě alba v jednom roce na první místo v prodejnosti.

## Seznam skladeb
- Všechnu hudbu a texty napsali Daron Malakian a Serj Tankian, pokud není psáno jinak.

| Pořadí | Název                 | Autor                    | Délka |
| ------ | --------------------- | ------------------------ | ----- |
| 1.     | Attack                |                          | 3:06  |
| 2.     | Dreaming              | Malakian, Shavo Odadjian | 3:59  |
| 3.     | Kill Rock 'n Roll     | Malakian                 | 2:27  |
| 4.     | Hypnotize             |                          | 3:09  |
| 5.     | Stealing Society      |                          | 2:58  |
| 6.     | Tentative             |                          | 3:36  |
| 7.     | U-Fig                 | Malakian, Odadjian       | 2:55  |
| 8.     | Holy Mountains        |                          | 5:28  |
| 9.     | Vicinity of Obscenity |                          | 2:51  |
| 10.    | She's Like Heroin     | Malakian                 | 2:44  |
| 11.    | Lonely Day            | Malakian                 | 2:47  |
| 12.    | Soldier Side          | Malakian                 | 3:40  |

### Attack
Píseň Attack se pohybuje na pomezí hard core a thrash metalu, dvou agresivnějších odrůd heavy metalu. Po hudební stránce hrají velkou roli kytary, hlavně v rychlejších pasážích. V tvrdších pasážích písně dominují křičené vokály. Rychlé a tvrdé pasáže se prolínají s pomalými melodickými částmi, kde duo Tankian/Malakian předvádí melodický zpěv.
Text písně je velmi agresivní. Příkladem je pasáž na konci celé písně, která zní: Attack all the homes and villages, attack all the schools and hospitals. To se dá přeložit jako: Zaútočte na všechny domovy a vesnice, zaútočte na všechny školy a nemocnice!
Podle toho, co prohlásil baskytarista skupiny Shavo Odadjian, měla být původně první písní na albu Hypnotize instrumentální píseň Hezze. Kapela se ale nakonec rozhodla album začít tvrdě a tak nakonec dostal před písní Hezze přednost právě Attack.